# Bundesverband Künstlernachlässe
Der Bundesverband Künstlernachlässe e.V. (BKN) ist als Dachverband ein Zusammenschluss regionaler Initiativen, Vereine und Stiftungen, die sich die Bewahrung des kulturellen Erbes zur Aufgabe gemacht haben, indem sie Nach- und Vorlässe von bildenden Künstlerinnen und Künstlern erhalten, erfassen, erforschen, publizieren und vermitteln. Der Verband wurde 2017 in der Absicht gegründet, für die öffentliche Wahrnehmung kulturpolitischer Belange der vertretenen und im Wesentlichen zivilgesellschaftlich und ehrenamtlich getragenen Einrichtungen zu sorgen und staatliche Förderung anzumahnen. Er hat sich die Rechtsform eines eingetragenen Vereins gegeben, Sitz und Gerichtsstand ist Berlin, Gemeinnützigkeit ist anerkannt.

## Der Verband
„Der bisher kaum genutzte Quellenwert von Künstlernachlässen sowohl für die Zeitgeschichte als auch für die vergleichende Kultur- und Kunstgeschichtsschreibung muss als Kulturgut auf regionaler und nationaler Ebene im gesellschaftspolitischen Kontext anerkannt sowie im öffentlichen Bewusstsein und fachlichen Diskurs verankert werden.“

Hinterbliebene sind mit der Nachlassverwaltung des Werks verstorbener Künstler oft überfordert. Deshalb haben sich landesweit Vereine und Initiativen gegründet, die der unsachgemäßen Lagerung oder der Vernichtung des Werks von Kunstschaffenden entgegenwirken wollen, um ihren Bestand zu sichern. Der Bundesverband unterstützt sie. Darüber hinaus fördern Bund und Länder diese Initiativen.

### Gründung
Der Verband wurde am 5. März 2017 – und damit neun Jahre nach der Gründung der Forschungsallianz Kulturerbe – vom Landesverband Bildende Kunst Sachsen und neun weiteren Initiativen gegründet, weil die Interessen regionaler Nachlassinitiativen gebündelter Unterstützung ebenso bedürfen wie es für kulturpolitische Prozesse auf Länder- und Bundesebene eines Ausbaus und eines Prozessmanagements bedarf. Dabei solle, so die Vorsitzende Gora Jain 2019, „regional nicht mit provinziell verwechselt“ werden.
Der Gründung des Verbands lag die Absicht zugrunde, Bund und Länder langfristig in die Finanzierung von regionalen Künstlernachlass-Initiativen einzubinden, diese zu koordinieren und bundesweit zu vernetzen. Wie auf der Gründungsversammlung mitgeteilt wurde, umfasst das Netzwerk des BKN „Bereiche aus Forschung, Archivwesen und Ausstellungsbetrieb“.
Für das Aufgabengebiet des Verbandes waren sieben Sparten vorgesehen:
1. Anerkennung regionaler Künstlernachlässe als nationales Kulturerbe
2. Änderung des Urheberrechts zugunsten einer Rechtsträgerschaft der Künstlernachlass-Initiativen
3. Bundesweite Kooperation der Künstlernachlass-Initiativen, fachlicher Austausch und internationale Vernetzung
4. Einbindung regionaler Künstlernachlässe in Lehre und Forschung
5. Einbeziehung regionaler Künstlernachlass-Initiativen in die Kulturstrategie von Bund, Ländern und Kommunen
6. Kontinuierliche öffentliche Förderung regionaler Künstlernachlass-Initiativen durch Bund und Länder
7. Zusammenarbeit mit den Künstlerverbänden

Zu den Gründungsmitgliedern gehörten zehn Einrichtungen. Es waren dies der Bundesverband Bildender Künstlerinnen und Künstler (BBK), die international agierende Museumsabteilung Zentrum für Künstlerpublikationen in der Weserburg Bremen, das 1993 in Saarlouis gegründete Institut für aktuelle Kunst Saarland, der 2003 in Hamburg gegründete und überregional agierende Verein Forum für Künstlernachlässe, die 2005 eingerichtete Stiftung Künstlernachlässe Mannheim, die 2007 in Bonn eingerichtete Stiftung Rheinisches Archiv für Künstlernachlässe, der 2011 in Potsdam gegründete Verein Private Künstlernachlässe im Land Brandenburg, die 2011 eingerichtete Sparkassenstiftung Lüneburg, der 2011/12 gegründete Verein Kunstarche Wiesbaden und der Landesverband Bildende Kunst Sachsen mit seiner 2013 gegründeten Initiative für Künstlernachlässe.

### Vorstand
Der Vorstand wird jeweils für drei Jahre gewählt. Mit Stand Januar 2022 gehören ihm Silvia Köhler von der Initiative Künstlernachlässe Mannheim, Daniel Schütz vom Rheinischen Archiv für Künstlernachlässe in Bonn, Claudia Maas vom Institut für aktuelle Kunst im Saarland und Anne Thurmann-Jajes vom Zentrum für Künstlerpublikationen beim Weserburg Museum für moderne Kunst an. Vorstandsvorsitzende ist von Anbeginn Gora Jain, zugleich Vorsitzende vom Forum für Künstlernachlässe in Hamburg. Zum Kreis des Gründungsvorstands gehörte bis 2018 Kristin Halm von Wyszecki vom Kunstarchiv Lüneburg, bzw. Sparkassenstiftung Lüneburg. Bis Februar 2021 gehörte ebenfalls die Kunsthistorikerin Friederike Hauffe dem Vorstand an, die als Lehrbeauftragte an der Hochschule der Künste Bern den Masterstudiengang Werk- und Nachlass-Management betreut.

### Mitglieder
In den ersten fünf Jahren nach der Gründung haben sich fünf weitere Organisationen angeschlossen, so dass dem Bundesverband im Januar 2022 angehören:
- Forum für Künstlernachlässe Hamburg
- Künstlernachlässe Mannheim
- Private Künstlernachlässe im Land Brandenburg
- Kunstarche Wiesbaden
- Zentrum für Künstlerpublikationen Weserburg
- Institut für aktuelle Kunst im Saarland
- Kulturwerk des BBK Sachsen-Anhalt
- Kunstarchiv der Sparkassenstiftung Lüneburg
- Rheinisches Archiv für Künstlernachlässe
- Landesverband Bildende Kunst Sachsen e.V.
- Förderkreis Milojka Beutz, Malerin e.V.
- Bayerische Künstlernachlässe e.V.
- Kreissparkasse Syke
- Verband Bildender Künstler Thüringen e.V.
- bremer forum für nachlässe von künstlerinnen und künstler
- Jørgen Dobloug Estate, Archive & Research

Neben der ordentlichen Mitgliedschaft für gemeinnützige Institutionen wurde der Status des Förderers für natürliche oder juristische Personen und unterstützungswillige Firmen geschaffen.

### Fachgruppen
Der Verband richtet je nach Bedarf verschiedene, zentral arbeitende Fachgruppen ein, die sich in bedarfsorientiertem Turnus treffen und dem Vorstand zuarbeiten. Beispielsweise gab es im Jahr 2021 eine Fachgruppe Beratung, die sich neben rechtlichen und finanziellen Aspekten damit befasst, beim Sortieren, Erfassen und der Unterbringung der Künstlernachlässe zu beraten. Die Fachgruppe Digitalisierung und Kernbestandsdepot kümmert sich um fachwissenschaftliche Erfassung in Datenbanken und um öffentliche Kernbestandsdepots in den verschiedenen Bundesländern. Eine weitere Fachgruppe arbeitet im Sinne einer Schnittstelle mit Museen, Künstlerverbänden und Archiven zusammen, betreibt Recherche, bereitet Erhebungen vor und gibt Empfehlungen an den Vorstand. Manche Arbeitsgruppen ruhen, wie beispielsweise jene, die sich um Prävention, Konservierung und Restaurierung müht. Ihr Ziel ist es, einen deutschlandweiten Beratungsservice aufzubauen.

## Zielsetzung und Aufgaben
Ziel des Bundesverbandes ist der „Erhalt einer kunst- und kulturgeschichtlichen Vielfalt der Bundesrepublik Deutschland“.
Der Verband versteht sich als „Sprachrohr für die regionalen Nachlassinitiativen“. Er vertritt sie auf Länder- und Bundesebene, stärkt überregionale Kooperationen, fördert fachlichen Austausch und sorgt für Vernetzung. Er unterstützt Ausstellungen, Symposien, Workshops und Publikationen zum Thema Künstlernachlässe und begleitet sie fachlich.
Auf bundespolitischer Ebene sieht der Verband seine Aufgabe darin, „kontinuierliche öffentliche Förderungen für die Künstlernachlass-Initiativen u. a. beim Aufbau regionaler Beratungsstellen, Kernbestandsdepots und digitaler Bestandserfassung zu erreichen.“
Markus Hilgert, Generalsekretär der Kulturstiftung der Länder, unterstützt diese Ziele:

„Das Thema Künstlernachlässe ist kein kulturpolitisches Nischenthema. Vor- und Nachlässe zu bewahren heißt, unser kulturelles Erbe zu sichern. Dieser Aufgabe müssen wir uns jetzt stellen. Nicht jeder Künstler bekommt sein eigenes Museum und nicht jeder Nachlass kann in eine Museumssammlung übergehen. Wir müssen Erben die dringend benötigte Unterstützung bieten und Hilfestellungen für Künstlerinnen und Künstler schaffen, damit diese im besten Fall ihr Werk schon zu Lebzeiten systematisch erfassen und digitalisieren können.“

### Nachlassinitiativen
Zu den Aufgaben der vom Bundesverband unterstützten Nachlassinitiativen gehört das Bewahren und Magazinieren – und damit das Anlegen von Archiven und Kernbestandsdepots –, das digitale und analoge Erfassen, Inventarisieren und Dokumentieren, die wissenschaftliche Bearbeitung und, falls nötig, die restauratorische Aufarbeitung, das digitale oder gedruckte Publizieren ebenso wie Ausstellungen und Verleih und schließlich die Beratung der Erben.
Um diesen Aufgaben gerecht zu werden, wurden sog. Lösungsmodule geschaffen. Dazu gehören Archive und Depots mit Bearbeitungs- und Lagerräumen, Schaulager und Ausstellungsflächen, digitale Systeme für die Werkerfassung mit Anbindung an nationale und internationale Datenbanken und der Anschluss an bundesweite Netzwerke für nachlassbewahrende Institutionen.
Überdies bedarf es verschiedener landespolitischer Aktivitäten, um die Nachlassinitiativen nicht ins Leere laufen zu lassen. Sie sind in einigen Bundesländern angelaufen, jedoch ist der Bedarf noch nicht gedeckt.

### Service
In ihrem Service-Bereich sieht der Verband eine Zusammenstellung von Literatur vor, die mit Stand Januar 2021 allerdings noch nicht bestückt ist. Daneben werden Einrichtungen in Deutschland zusammengestellt, die mit dem Thema Künstlernachlässe befasst sind. Im Einzelnen werden die Adressen der Webseiten von Initiativen, Vereinen, Stiftungen, Museen und weiteren Einrichtungen zur Verfügung gestellt.
Für Künstlerinnen und Künstler stellt der Verband eine Handreichung zur Verfügung, die darüber informiert, wie mit dem künstlerischen Werk und dem schriftlichen Nachlass der Kunstschaffenden – ggf. auch schon zu Lebzeiten als Vorlass – verfahren werden kann.

### Mitgliedschaft und Zusammenarbeit
Der Bundesverband für Künstlernachlässe ist Mitglied im Deutschen Kunstrat, in den er auf der Mitgliederversammlung vom 16. April 2018 aufgenommen wurde. Der BKN arbeitet mit dem Bundesverband Bildender Künstlerinnen und Künstler (BBK) zusammen, mit dem er sich die Berliner Adresse teilt. Überdies gibt es Kooperationen mit zahlreichen Museen und Kunstarchiven, beispielsweise dem Archiv der Akademie der Künste in Berlin oder dem Archiv für Künstlernachlässe der Stiftung Kunstfonds.

## Presse und Medien

### Pressekonferenz
Am 15. Juli 2019 war im Zuge der Öffentlichkeitsarbeit unter Moderation von Markus Hilgert zu einer Pressekonferenz geladen, die sowohl auf der Seite der Kulturstiftung der Länder als auch auf deren YouTube-Kanal dokumentiert ist. Auf dem Podium waren neben der Kulturstiftung mit ihrem Generalsekretär Hilgert und ihrer Dezernentin Britta Kaiser-Schuster der Bundesverband mit seiner Vorsitzenden Gora Jain und Karin Nüssle als betroffene Erbin des Nachlasses ihres Ehemannes Norbert Nüssle vertreten.
Einleitend erläuterte Hilgert, dass sich das Thema Künstlernachlässe sowohl aus demografischen Gründen stelle als auch der Tatsache geschuldet sei, dass sich in Deutschland nach langer Friedenszeit große Bestände gebildet hätten. Ihr Umfang sei nicht wirklich seriös zu beziffern, doch vorsichtigen Schätzungen zufolge wäre pro Jahr mit mehreren tausend Fällen zu rechnen.
Kaiser-Schuster betonte in ihrer Stellungnahme zunächst, es gehe nicht um Künstler mit „nationaler Bedeutung“, für deren Erbe gesorgt sei, sondern um jene mit lokaler oder regionaler Bedeutung. Aktuell stehe Erfassung und Digitalisierung im Vordergrund, die Aufbewahrung sei ein gesondertes Thema. Bewahrung gehe nur mit einem Kernbestand, die Digitalisierung aber solle in die Breite gehen und auch die schriftlichen und sonstigen Aufzeichnungen der Künstlerinnen und Künstler berücksichtigen, die zum Verständnis ihres Werks beitragen könnten. Sie gab die Inhalte eines Positionspapiers zum Umgang mit Künstlervor- und -nachlässen wieder, das sie auf Basis der Ergebnisse einer vom Kulturausschuss der Kultusministerkonferenz einberufenen Arbeitsgruppe vorgelegt hatte. Es trägt aus wissenschaftlicher Sicht Handlungsempfehlungen und Kriterien für die Beurteilung von Künstlernachlässen zusammen und thematisiert den Erhaltungszustand der Werke im Hinblick auf ihre Bewahrungswürdigkeit. Insgesamt sei der Bedarf an Beratung groß. Nachlassgeber sollten frühzeitig auf die Regeln für eine Übergabe hingewiesen und mit konservatorischen Standards vertraut gemacht werden. Die bisher schon existierenden Initiativen befassen sich, so Kaiser-Schuster, mit zahlreichen rechtlichen, organisatorischen, konservatorischen, archivalischen und kunstwissenschaftlichen Fragen, ohne dass bisher eine Angleichung gelungen wäre. Die Handlungsempfehlungen des Positionspapiers zielen auf ein „sinnvolles Zusammenwirken zwischen staatlichen, öffentlichen, privatwirtschaftlichen und zivilgesellschaftlichen Aufgaben und Akteuren“. Einerseits sei Eigeninitiative und Kooperationsbereitschaft der Nachlassgeber vonnöten, andererseits sollten die Beratungsangebote „grundsätzlich in das Förderspektrum der öffentlichen Hand aufgenommen werden“.
Gora Jain, die für den Bundesverband sprach, wies darauf hin, dass geeignete Konzepte für den Umgang mit Künstlernachlässen vorlägen, denn regionale Initiativen gebe es seit zwei Jahrzehnten. Sie würden unter den gegenwärtig erschwerten Bedingungen zwar wenig, aber erfolgreich praktiziert. In vier Bundesländern finde sich inzwischen „das volle Programm“, also Depot, Ausstellungen und digitale Erfassung. Vier weitere verfügen über Depots und hätten Erfassung und/oder Ausstellungen auf ihrer Tagesordnung. Alle seien angewiesen auf private oder privatwirtschaftliche Unterstützung. Die landespolitische Unterstützung sei in den verschiedenen Bundesländern sehr unterschiedlich. Es werde zurückhaltend gefördert und Planbarkeit durch jährlich nötige Förderanträge vereitelt. Die Etats der Länder seien für die genannten Zwecke bisher nicht aufgestockt worden. Die regionalen Initiativen arbeiten mit Schenkungsverträgen, die auch die Rechtevergabe und Übertragung des Urheberrechts auf die bewahrende Institution regeln. Der Bundesverband sei bei Digicult angeschlossen, einer für kulturbewahrende Institutionen entwickelten Software, die auch professionelle Nutzung des Datenbestandes ermöglicht. Die dort erfassten Objektdaten werden in nationale Kulturdatenbanken wie beispielsweise die Deutsche Digitale Bibliothek und das BAM-Portal ebenso eingebunden wie in internationale Datenbanken wie die Europeana. Durch Kooperation mit Hochschulen und Universitäten würde, so Jain, die jüngere Generation für diese Themen interessiert.
Die betroffene Erbin Karin Nüssler betonte, die Frage, was mit dem Werk ihres Mannes geschehe, wenn er sterbe, sei nie ein Thema gewesen. Nur weil ihr Mann mit einer Kunsthistorikerin befreundet war, wurden die mit dem erwartbaren Tod zusammenhängenden Fragen eines Tages thematisiert und durch sie ein Kontakt zur Mannheimer Initiative hergestellt. Dort wurde ihr unter anderem geholfen, das „chaotische Atelier“ ihres Mannes zu ordnen und ein Werkverzeichnis zu erstellen, was sie nicht hätte allein bewältigen können.
Im Nachgang zu der Pressekonferenz gab es in den Medien einige Resonanz. Beispielsweise berichtete rbbKultur: „Nötig sei […] eine stärkere Förderung durch öffentliche Gelder […]. Bislang würden Künstlernachlässe vor allem durch lokale und regionale Privatinitiativen, Vereine und ehrenamtliches Engagement gepflegt.“ Einige weitere Regionalsender wie der WDR, MDR Kultur und SWR2 brachten ebenso Beiträge wie Kulturzeit oder Deutschlandfunk Kultur. Daneben berichteten regionale Tageszeitungen wie die Frankfurter Neue Presse, die Leipziger Volkszeitung, das Hamburger Abendblatt oder die Aachener Nachrichten und die Märkische Oderzeitung.

### Arsprototo
Weil das Thema der Nachlasspflege „weiter dringlich“ sei, wollte die Kulturstiftung der Länder über die Pressekonferenz hinaus „bundesweit für das wichtige Thema Künstlernachlässe sensibilisieren“ und druckte deshalb im selben Jahr in der von ihr herausgegebenen Zeitschrift Arsprototo unter dem Titel Wo Kunst bleiben kann ein Interview über den Umgang mit Künstlernachlässen ab, nachdem bereits 2015 danach gefragt wurde, wo Kunst bleibe, wenn der Künstler verstorben sei. „Wir wollen erreichen“, so Hilgert in diesem Artikel, „dass die Länder die Bewahrung dieser wichtigen Zeugnisse unseres Kulturlebens auf ihre Agenda setzen“. Die Fragen richteten sich an Gora Jain, Silvia Köhler und Friederike Hauffe als Vorsitzende des Bundesverbandes, die auf ihre je eigenen Erfahrungen mit regionalen Initiativen zurückgreifen können.
„Ist das Kunst oder kann das weg?“ Diese, das Interview einleitende Frage beantwortete Gora Jain mit dem Hinweis, die Nachfahren dürften mit der „komplexen Herausforderung der Nachlassbewahrung“ nicht allein gelassen werden und sollten beispielsweise Unterstützung finden, „Wichtiges von Unwichtigem zu trennen“. Bei den meist ehrenamtlichen Projekten müsse es zu einer Professionalisierung kommen. Insofern sei die im Bundesverband gebündelte Expertise wichtig, doch darüber hinaus brauche es für eine „systematische und wissenschaftlich fundierte Bewahrung des Kulturerbes“ bundesweit geltende Leitlinien und nachhaltige Förderung. Eine Entwicklung von regionaler Kunst zu national oder auch international anerkannter Kunst müsse, so Jain, „nicht zwingend zu Lebzeiten des Künstlers passieren“. Trotz geringer Mittel könne viel erreicht werden, doch ohne „feste Zuwendungen“ gehe es „dauerhaft nicht“. Für die Hamburger Initiative berichtete Jain, dass ein sog. „A-Bestand“ mit dem repräsentativen und unverkäuflichen Kernbestand von einem „B-Bestand“ unterschieden werde, der im Depot zu besichtigen sei und zum Verkauf stehe. Schriftliches Material werde teils mit aufgenommen, andernteils zur Archivierung an das Hamburger Staatsarchiv oder zum Beispiel an das Rheinische Archiv für Künstlernachlässe gegeben werde, das sich künstlerischem Schriftgut widme.
Silvia Köhler hob auf die Möglichkeit ab, mit dem kulturellen Erbe „ein Stück Zeit-, Stadt- und Kulturgeschichte erzählen“ zu können. Oft würden selbst die Künstler unterschätzen, wie wichtig auch ihr schriftlicher Nachlass sei, ohne den sich die Entstehungsprozesse ihrer Werke nicht mehr rekonstruieren lasse. Man wolle im Übrigen keine „Friedhöfe für Bilder“ schaffen, weshalb beispielsweise in Mannheim immer wieder Projekte mit zeitgenössischen Künstlern initiiert würden.
Friederike Hauffe berichtete insbesondere aus Brandenburg. Dort würden zwar keine Werke übernommen, weil es kein Depot gebe, doch werde eine browserbasierte Datenbank zur Verfügung gestellt, die Amateuren, Nachlasshaltern und Künstlern „eine fachlich begleitete Ersterfassung in Form von Nachlass- oder Werkverzeichnissen“ nach wissenschaftlichen Standards ermögliche. Während des Erfassungsprozesses werde ein Kernbestand bestimmt, der „perspektivisch in einem öffentlichen Kernbestandsdepot bewahrt werden“ könne.
Bei ihrem Blick in die Zukunft betonte Jain, es brauche für gute Arbeit „keine repräsentativen, sondern funktionale Depots“. Für einen „nachhaltigen dauerhaften Betrieb von Künstlernachlassinitiativen“ bedürfe es einer gesicherten Grundförderung, die der Bundesverband anstrebe. Überdies sollten „bundesweite Standards für die Schaffung dezentraler Beratungsstellen“ gelten. Nicht zuletzt gelte es, „regionale Nachlässe als nationales Kulturgut anzuerkennen“ und sie durch Austausch mit Hochschulen, Museen und relevanten Fachverbänden „in Forschung und Vermittlung einzubeziehen“.

### YouTube
Auf ihrem YouTube-Kanal stellt die Kulturstiftung der Länder neben dem Video über die gemeinsame Pressekonferenz von Kulturstiftung und Bundesverband aus dem Jahr 2019 ein Video zur Verfügung, das ein Interview von MDR Kultur mit Markus Hilgert dokumentiert. Überdies gibt es einen Podcast mit Britta Britta Kaiser-Schuster.
Hilgert betont im MDR-Interview, dass Kulturpolitik andere Maßstäbe als der Kunstmarkt anlegen und langfristig denken müsse. Die Bedeutung eines Künstlers für seine Zeit werde oft erst später entdeckt. Schutz des Kulturguts meine nicht nur digitalisieren und inventarisieren von Kernbeständen, sondern auch zu klären, was physisch erhalten bleiben solle, an den Markt abgegeben oder als Dauerleihgabe an Museen weitergegeben werden könne. Was physisch nicht zu bewahren ist, müsse als Digitalisat für Forschung und zukünftige Rezeption erhalten bleiben. Der Kontext sei wichtig, denn was heute bedeutsam erscheine, könne in Jahrzehnten seine Bedeutung verloren haben und umgekehrt könne in Zukunft Bedeutung zugemessen werden, die heute noch nicht erkannt werde.
In ihrem Podkast, in dem Kaiser-Schuster noch einmal ihr Positionspapier vorstellt, wirbt sie darum, dass sich die Künstler selbst um den Erhalt ihres Werks zu Lebzeiten bemühen, weil sie ihr Œuvre am besten kennen und ihre Vorstellungen zu den Desideraten einbringen können. Seit kurzem gebe es ein Kulturschutzgesetz, das Kulturgut von nationaler Bedeutung definiere, aber keine Definition für Kunstwerke von lokaler oder regionaler Bedeutung vorsehe. Für die Umsetzung des Positionspapiers schlägt sie einen runden Tisch mit allen Akteuren vor, also mit Künstlern, Nachfahren, Vertretern der regionalen Initiativen und dem Bundesverband für Künstlernachlässe als ihrem Ansprechpartner.

## Kehrseite
Die Bewahrung des kulturellen Erbes hat eine Kehrseite, denn dazu „gehören auch die Zeugnisse von Rassismus, Antisemitismus und Homophobie“, die von Kunstschaffenden hinterlassen werden. Unter dem Titel Schwieriges Erbe fand Anfang November 2021 in der Deutschen Nationalbibliothek in Frankfurt/M. zu diesem Thema eine Konferenz statt – als Teil einer wissenschaftlichen Konferenzreihe, die regelmäßig unter dem Namen Zugang gestalten! Mehr Verantwortung für das kulturelle Erbe einberufen und von den dort Beteiligten organisiert wird. Mit dieser Kehrseite ist der BKN bisher nicht befasst, informierte über diese Veranstaltung jedoch auf seiner Website, auf der regelmäßig über Aktuelles und Veranstaltungen berichtet wird.